# Barsanúfio de Gaza
Barsanúfio (em grego clássico: Βαρσανούφιος; romaniz.: Barsanoúphios; em italiano: Barsanofio ou Barsanufio ), também conhecido como Barsanúfio de Gaza, foi um eremita do século VI. Nascido no Egito, viveu em reclusão absoluta por anos e, então, no mosteiro de Seridão de Gaza, na Palestina. Escreveu muitas cartas que sobreviveram. Se correspondeu majoritariamente com João, o Profeta, abade do mosteiro em Merosala e professor de Doroteu de Gaza. Faleceu cerca de 540 e suas relíquias foram levadas para Oria, na Itália, onde são veneradas. Suas cartas foram impressas em Veneza em 1816. É reconhecido como santo e celebrado em 11 de abril pela Igreja Católica e 6 de fevereiro pela Igreja Ortodoxa.